# Леки крайцери тип „Белона“
Белона (на английски: Bellona, – Белона) са тип британски леки крайцери на Кралския флот, от времето на Втората световна война. Серията също е позната с името подобрен/усъвършенстван/модифициран „Дидо“. Всичко от проекта са построени 5 единици: „Белона“ (на английски: HMS Bellona (63)), „Роялист“ (на английски: HMS Royalist (89)), „Диадем“ (на английски: HMS Diadem (84)), „Блек Принс“ (на английски: HMS Black Prince (81)) и „Спартан“ (на английски: HMS Spartan (95)).
Усъвършенствана версия на крайцерите от типа „Дидо“.

## Проектиране
Опитът от първите години на войната показва важността на малокалибрената скорострелна артилерия, която е най-ефективното средство против пикиращите бомбардировачи. В този план крайцерите от типа „Дидо“ се оказват изоставащи: ако на по-големите крайцери има възможност за поставяне на допълнителни автомати на покривите на кулите и надстройките, то при тях свободно пространство за това практически отсъства. Опитът за замяна на третата кула с трета установка „Пом-пом“ на крайцера „HMS Phoebe“, през 1942 г., показва увеличена ефективност на ПВО в близката зона. На основа на това е решено при дострояването на останалите крайцери от типа „Dido“ да бъде по изменен проект с намаляване до четири на броя на 133 mm установки и вече три четиристволни автомата „Bofors“.

## Конструкция
Крайцерите от типа Подобрен „Дидо“ имат малко отличия от изходния проект. Освен замяната на третата кула („Q“) с трети многостволен „пом-пом“, те се отличават с нова конструкция на ходовата рубка и мостика, вертикални комини и мачти без наклон. Благодарение на намаляването на „горното“ тегло е усилена защитата на погребите и мостиците с допълнителна 19 mm броня. Макар водоизместимостта при това да нараства малко, за разлика от предшествениците им, новите кораби не изпитват проблем с мореходността по време на службата им в северните ширини. Всичките пет крайцера са оборудвани в качеството на флагмани.

### Въоръжение
Главният калибър се състои от осем 133 mm оръдия Mk.I в четири двуоръдейни кули Mk.II. Боекомплектът включва в себе си 340 изстрела за ствол. Оръдието осигурява
на 36,3 kg снаряд далечина на стрелбата до 22 000 m и досегаемост по височина 14 900 m.
Подобреният „Дидо“ получава новите, по-съвършени установки RP10 Mark II. Те имат по-висока скорост на насочване – по 20 °/s, във вертикалната и хоризонталната плоскости Установките получават дистанционна силова трансмисия RP10* за вертикалното и хоризонталното насочване. Зареждането е разделно гилзово. В боекомплекта влизат два типа снаряди – полубронебойни за надводни цели и фугасни за въздушни. Данни за състава на боекомплекта на крайцерите отсъстват, но към края на войната за 133 mm оръдия до половината фугасни снаряди имат радиолокационен взривател. За разлика от установките на „Дидо“ с ръчно зареждане, новите установки получават автомат с настройване на времевото забавяне на взривателя.
Автоматичните зенитки
Поради ниската зенитна ефективност на главния калибър и картечниците, при носовите курсови ъгли, типът „Дидо“ е практически беззащитен. Поставянето на „Оерликони“ на покривите на кулите на главния калибър и крилете на мостика се оказва невъзможно, единствената възможност е замяната на една от носовите кули на ГК с четирицевен зенитен автомат. Решават да заменят третата кула с „пом-пом“ със собствен директор за огъня, поставен непосредствено зад него, тъй като четиристволните „бофоси“ от САЩ не пристигат навреме. Разположението се оказва много успешно. Зенитното въоръжение се допълва от шест сдвоени 20 mm/70 „Оерликона“.

#### Торпедно въоръжение
Крайцерите са въоръжени с два тритръбни торпедни апарати „TR-IV“ калибър 533 mm.

## История на службата
| Име          | Корабостроител  | Дата на залагане | Дата на спускане на вода | Дата на влизане в строй | Забележи                                                                   |
| ------------ | --------------- | ---------------- | ------------------------ | ----------------------- | -------------------------------------------------------------------------- |
| „Белона“     | Fairfield       | 30 ноември 1939  | 29 септември 1942        | 29 октомври 1943        |                                                                            |
| „Спартан“    | Vickers         | 21 декември 1939 | 27 август 1942           | 10 август 1943          | потопен на 29 януари 1944 г. от планираща бомба Hs.293 при Анцио (Италия). |
| „Роялист“    | Scotts          | март 1940        | 30 май 1942              | 10 септември 1943       |                                                                            |
| „Блек Принс“ | Harland & Wolff | 1 декември 1939  | 27 август 1942           | 20 ноември 1943         |                                                                            |
| „Диадем“     | Vickers         | 15 декември 1939 | 26 август 1942           | 6 януари 1944           | повреден от торпедо на 12 август 1944 г., в ремонт до края на войната.     |

## Коментари
1. ↑  Всички данни се привеждат към момента на влизане в строй.
2. ↑  Обаче доставката им от САЩ не се състои и поставят три четиристволни „пом-пома“.